# Edsbro kyrka

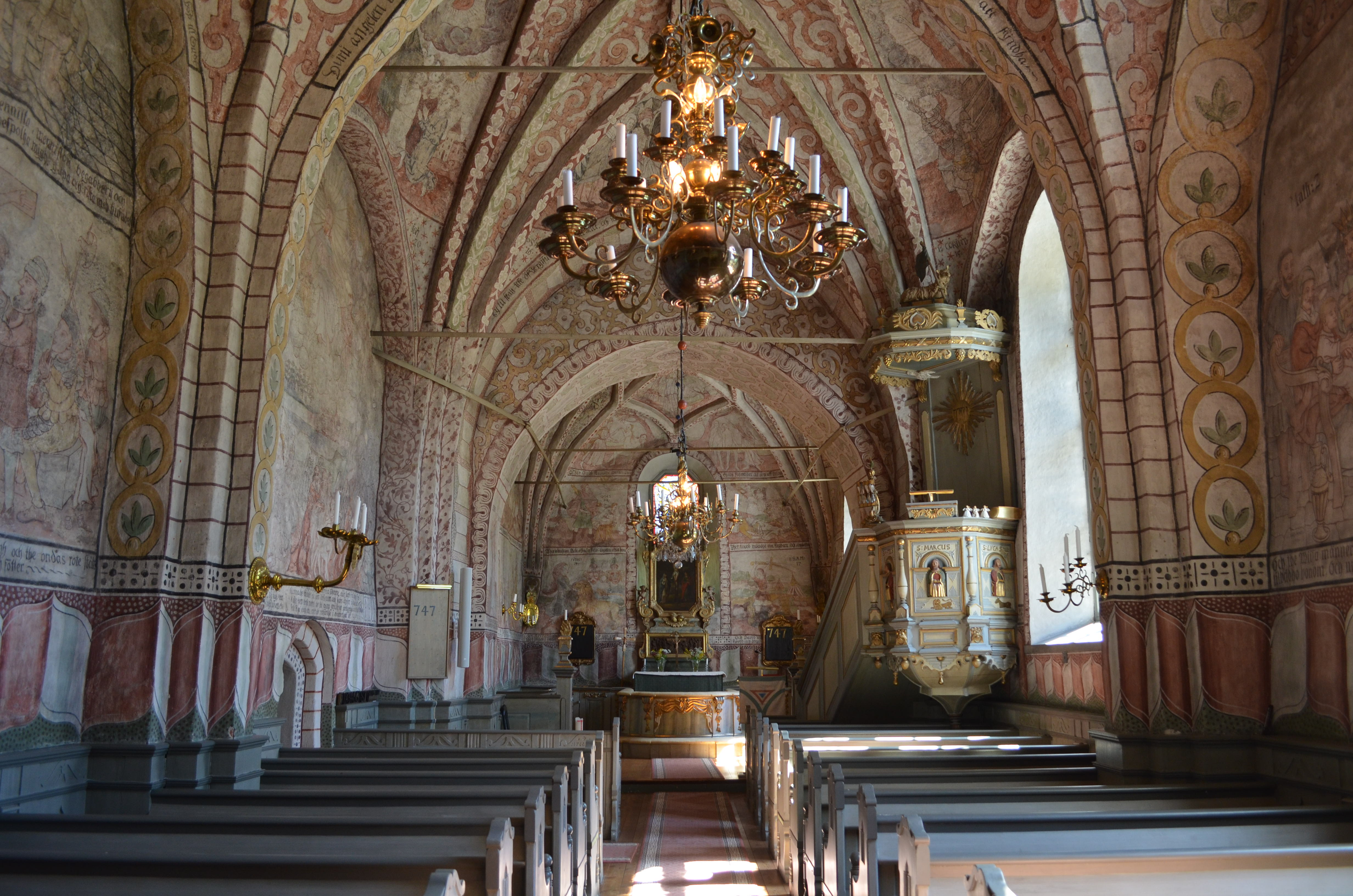
Kyrksalen

Edsbro kyrka är en medeltida kyrkobyggnad i Edsbro. Kyrkan är belägen högt upp på ett krön och tillhör Edsbro-Ununge församling i Roslagens västra pastorat Uppsala stift. Edsbro ligger i Roslagen, omkring 15 kilometer norr om Rimbo. På nordvästra delen av kyrkogårdens bogårdsmur finns en ovanlig stiglucka från 1400-talet med en så kallad predikoglugg där kringvandrande predikarebröder kunde tala till folket. Stigluckan är byggd av putsat tegel och vilar på en fot av gråsten. Invändigt har stigluckan ett kryssvalv. I bogårdsmurens södra del fanns en stiglucka som revs 1829. Nordväst om kyrkan står klockstapeln som uppfördes vid mitten av 1600-talet och som från början var en öppen konstruktion. Senare - troligen år 1747 - kläddes stapeln in och fick sin nuvarande utformning. Storklockan från 1300-talet är en av de äldsta i Uppland. Lillklockan är gjuten 1819 i Stockholm av Gerhard Horner. Norr om kyrkan, innanför bogårdsmuren, låg en stor gravhög som under medeltiden troligen nyttjades som tingshög. Vid slutet av 1800-talet schaktades högen bort. Vid kyrkans sydvästra hörn finns en gravsten från 1200-talet som tidigare låg framför kyrkans ingång.

## Kyrkobyggnaden
Kyrkan har en stomme av gråsten och består av långhus med rakt avslutat kor i öster. Koret är byggt av tegel och har samma bredd som långhuset, men är lägre än detta. Kyrkobyggnaden har vid norra sidan en vidbyggd sakristia och vid sydvästra sidan ett vidbyggt vapenhus. Ytterväggarna är oputsade och har synliga stenar. Gavelröstena är av tegel och har vitkalkade blinderingar. Huvudingången är belägen i vapenhusets södra sida. Kyrkobyggnadens branta sadeltak är klätt med plåt och har breda vindskivor. Norra långväggen saknar fönster, vilket var brukligt för medeltida kyrkor.

### Tillkomst och medeltida ombyggnader
Ursprungliga kyrkan uppfördes på 1200-talet och var en salkyrka bestående av nuvarande långhus där ursprungliga koret var inrymt. Sakristian i norr uppfördes på 1300-talet i anslutning till det ursprungliga koret. Under första hälften av 1400-talet uppfördes vapenhuset. Längre fram på 1400-talet försågs kyrkorummet med tegelvalv. Mot slutet av samma sekel revs östra korgaveln och kyrkan förlängdes med nuvarande kor av tegel. Korets innertak försågs redan från början med stjärnvalv av tegel. Korets ytterväggar var från början starka nog att bära upp ett tegelvalv men långhusets väggar fick förstärkas med murpelare av tegel för klara av tegelvalvens belastning. Innan tegelvalven tillkom hade kyrkorummet antingen tunnvalv eller öppen takstol.

### Senare ombyggnader
År 1625 dekorerades väggar och valv med kalkmålningar. Här kan man läsa texter ur 1618 års bibel. En del inventarier som till exempel predikstolen tillkom. Under 1700-talet utvidgades södra väggens fönsteröppningar, men norra väggen förblev fönsterlös. Kalkmålningarna från 1625 överkalkades. 1730 förstärktes väggarna med järnankare, som fortfarande finns kvar i kyrkorummet. 1762 tillkom ny sluten bänkinredning utförd av snickare Nils Dahlström i Norrtälje. En stor inre restaurering genomfördes 1904 under ledning av arkitekten Bror Almquist. Bland annat togs kalkmålningarna fram. I enlighet med tidens restaureringsideal gavs målningarna starkare konturer och gavs en gulare ton genom lasering med umbra. Visas motiv som ansågs sakdliga för församlingens moral förändrades eller kalkades åter över. Även nya motiv tillkom. Östra korfönstrets glasmålning insattes. Ett trägolv lades ovanför befintligt stengolv. 1762 års bänkinredning ersattes av nuvarande öppna bänkinredning. I koret bevarades 1762 års slutna bänkinredning. 
Ännu en restaurering genomfördes 1951-1952 under ledning av konservator Sven Dalén då kalkmålningarna rengjordes från sot och damm och genomgick nödvändiga lagningar och retuscheringar. Rester av senmedeltida målningar upptäcktes i koret. Altaruppsatsens ursprungliga färg togs fram medan predikstolen fick nya färger i gråblå ton då dess ursprungliga färg var svår att återställa. 1970 rengjordes målningarna under ledning av konservator Bengt Grandin. 1974 byttes kyrkgolvets västra parti ut på grund av rötskador. Samtidigt förstärktes pelarna till läktaren och försågs med murade fundament.

## Inventarier
- I koret står dopfunten som är tillverkad på 1200-talet. Cuppan är av grå sandsten, medan foten är av kalksten.
- Det medeltida altaret av murat tegel har en relikgömma som numera är tom.
- En medeltida ljuskrona av smitt järn finns i sakristian. Ljuskronan återfanns i en tjärtunna i klockstapeln tillsammans med en mässhake från 1500-talet. I kyrkan finns dessutom tre ljuskronor av mässing och två av glas. Två av mässingskronorna är från 1600-talet medan den tredje är inköpt 1904. I koret hänger en ljuskrona av gjutet och slipat glas som är tillverkad under första hälften av 1700-talet och inköpt 1818. I sakristian finns en ljuskrona av droppformade glasprismor på mässingsställning som skänktes till kyrkan 1837.
- Vapenhusets ursprungliga dörr är från 1500-talet och förvaras numera i klockstapeln. Dörren bär spår av ryssarnas bilor vid deras härjningar i Roslagen år 1719.
- Predikstolen i allmogestil tillverkades i slutet av 1600-talet av snickaren Olof Persson från Kämsta, Ljusdal. Predikstolen är en förenklad avbildning av predikstolar vanliga i Hälsingland.
- Nattvardskärlet är tillverkat 1794 av guldsmeden P.J. Ljungstedt. Tillhörande paten härstammar från ett äldre nattvardskärl som är tillverkat 1710 i Stockholm av Abraham Trautzell.
- I kyrkan finns två oblataskar. Ena asken av försilvrad mässing med driven ornering är från slutet av 1600-talet. Andra asken är åttakantig och tillverkad av silver i Stockholm år 1700 av Rudolf Wittkopf.
- En vinkanna av silver har en inskription där tillverkningsåret 1663 är angett. Vinkannan är tillverkad i Stockholm.
- Ett par nummertavlor med förgyllda rokokoornament är från 1760-talet.
- I Historiska museet förvaras ett krismatorium av täljsten. Krismatoriet är format som en treklöver och har tre nästan cylindriska utrymmen för tre olika oljor.

### Orgel
- 1862 byggde Per Larsson Åkerman, Stockholm en orgel med 6 stämmor.
- 1937 byggdes en orgel av E. A. Setterquist & Son, Örebro. Orgeln är pneumatisk med rooseveltlådor och har ett tonomfång på 56/30. Fasaden är från 1862 års orgel. Orgeln har 4 fasta kombinationer. 1971 renoverades orgeln av Rolf Larsson, Uppsala. På octava 2' plats stod ursprungligen kvintadena 16'.

| Huvudverk I         | Svällverk II      | Pedal            | Koppel   |
| Principal 8'        | Salicional 8´     | Subbas 16´       | I/P      |
| Flûte harmonique 8' | Rörflöjt 8'       | Flöjtbas 8´      | II/P     |
| Octava 4'           | Gemshorn 4'       | Nachthorn 4'     | II/I     |
| Octava 2'           | Blockflöjt 2'     | Octava 2' (tr I) | I 4'     |
| Mixtur IV 1 1⁄3'    | Crescendosvällare |                  | II 16'/I |
|                     |                   |                  | II 16'   |

- Nuvarande orgel byggdes av Robert Gustavsson Orgelbyggeri i Härnösand och invigdes 5 juni 1994.

## Bilder

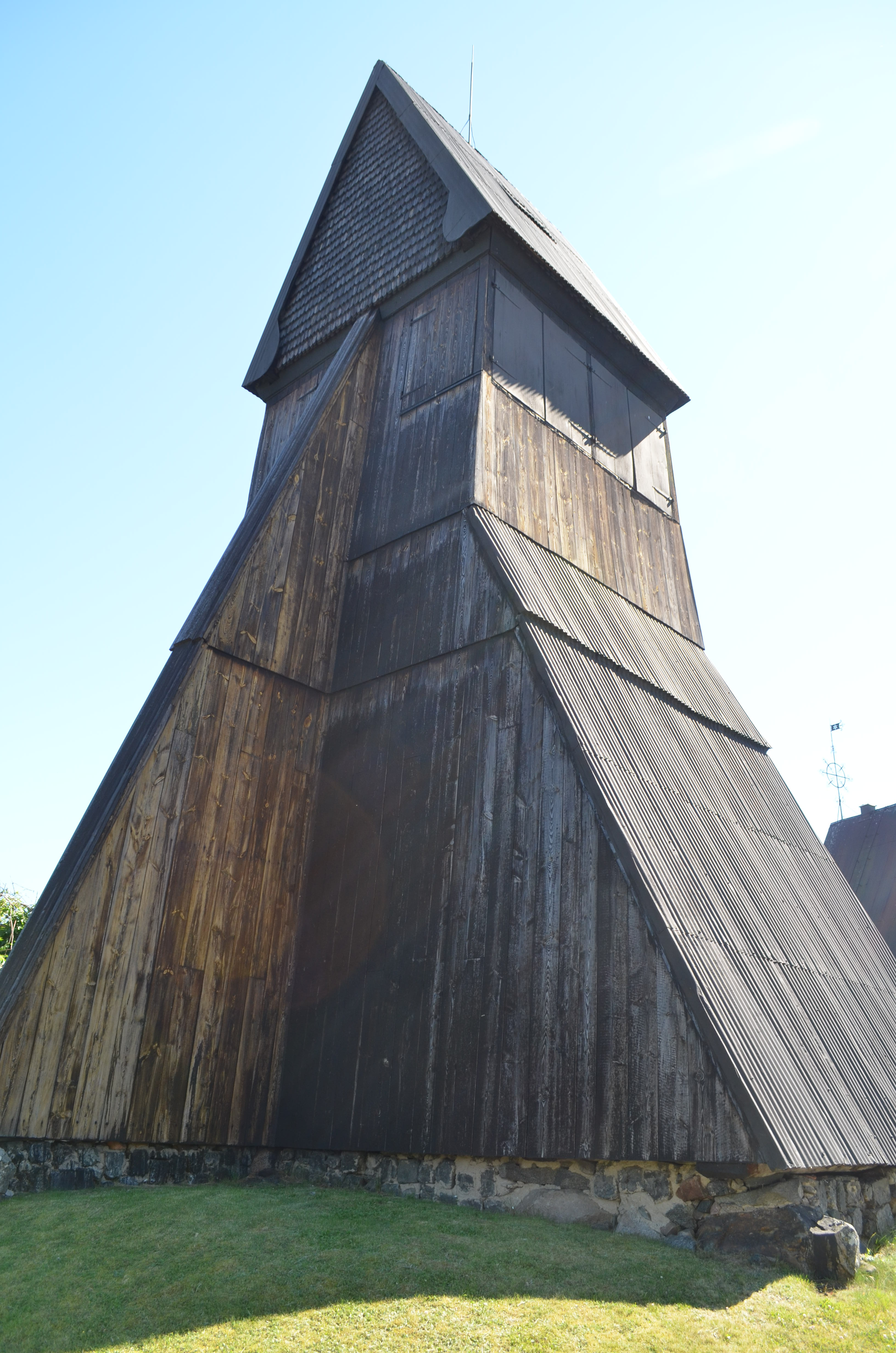
Edsbro kyrkas klockstapel
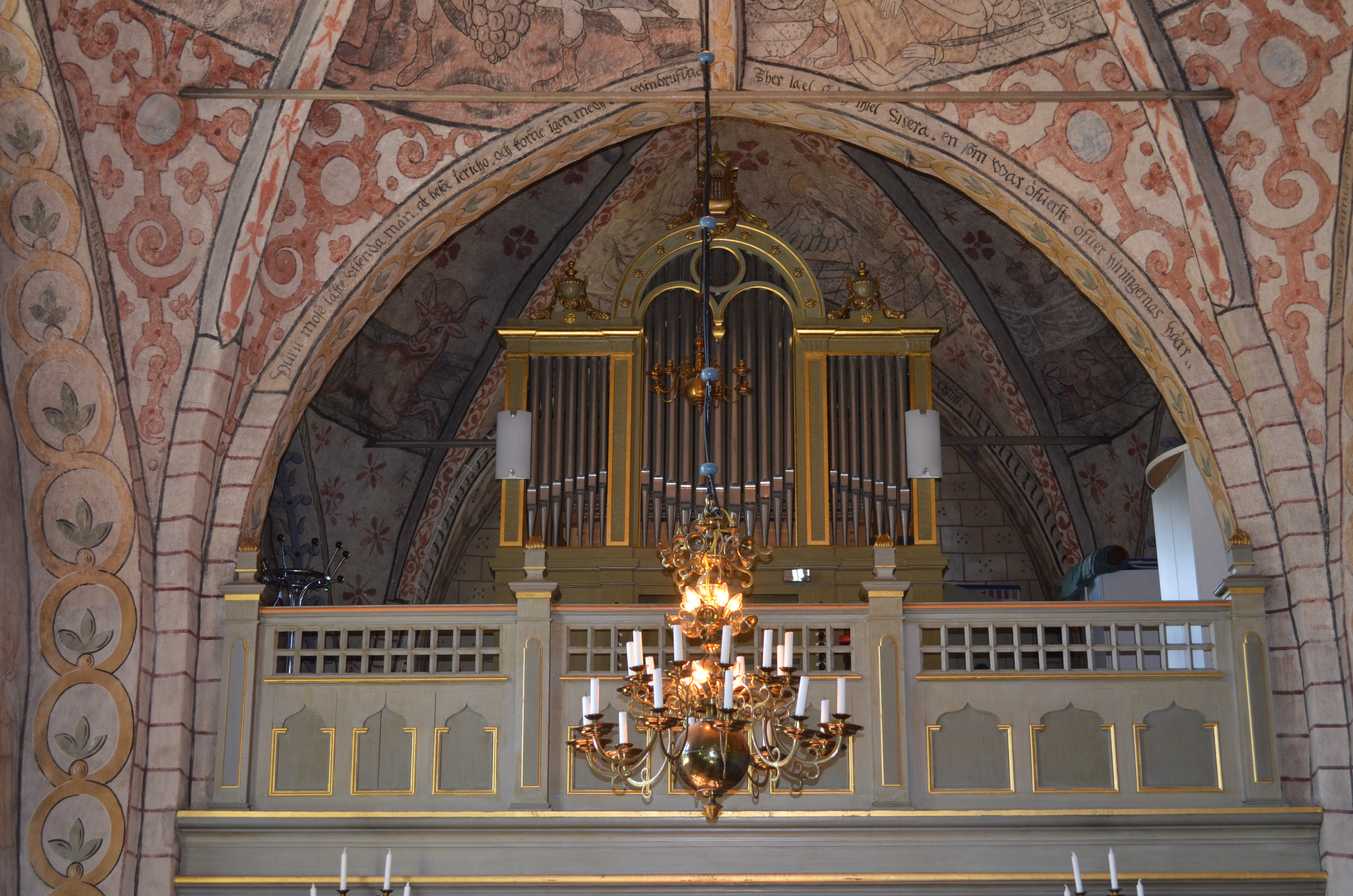
Edsbro kyrkas kyrkorgel
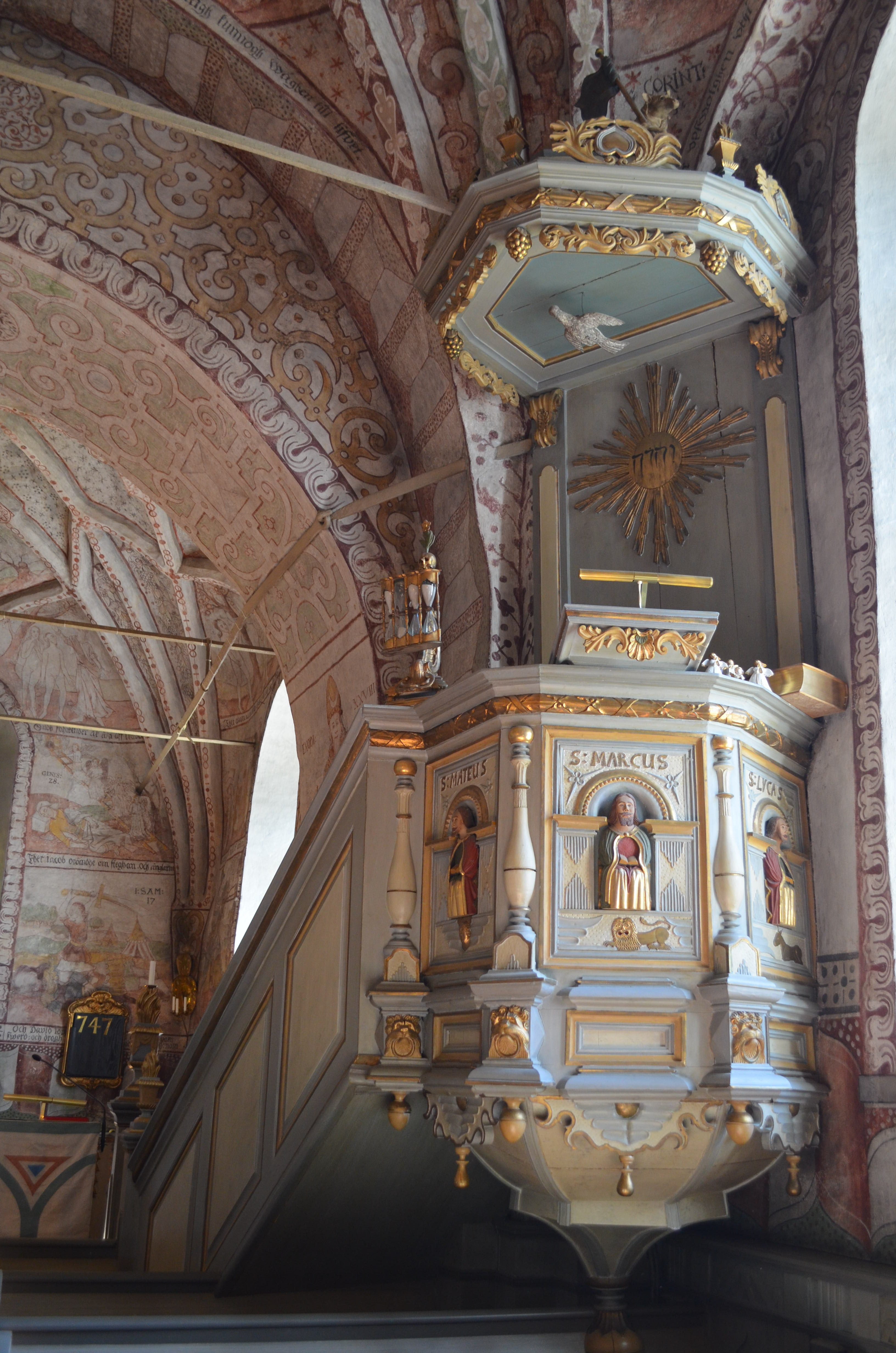
Edsbro kyrkas predikstol
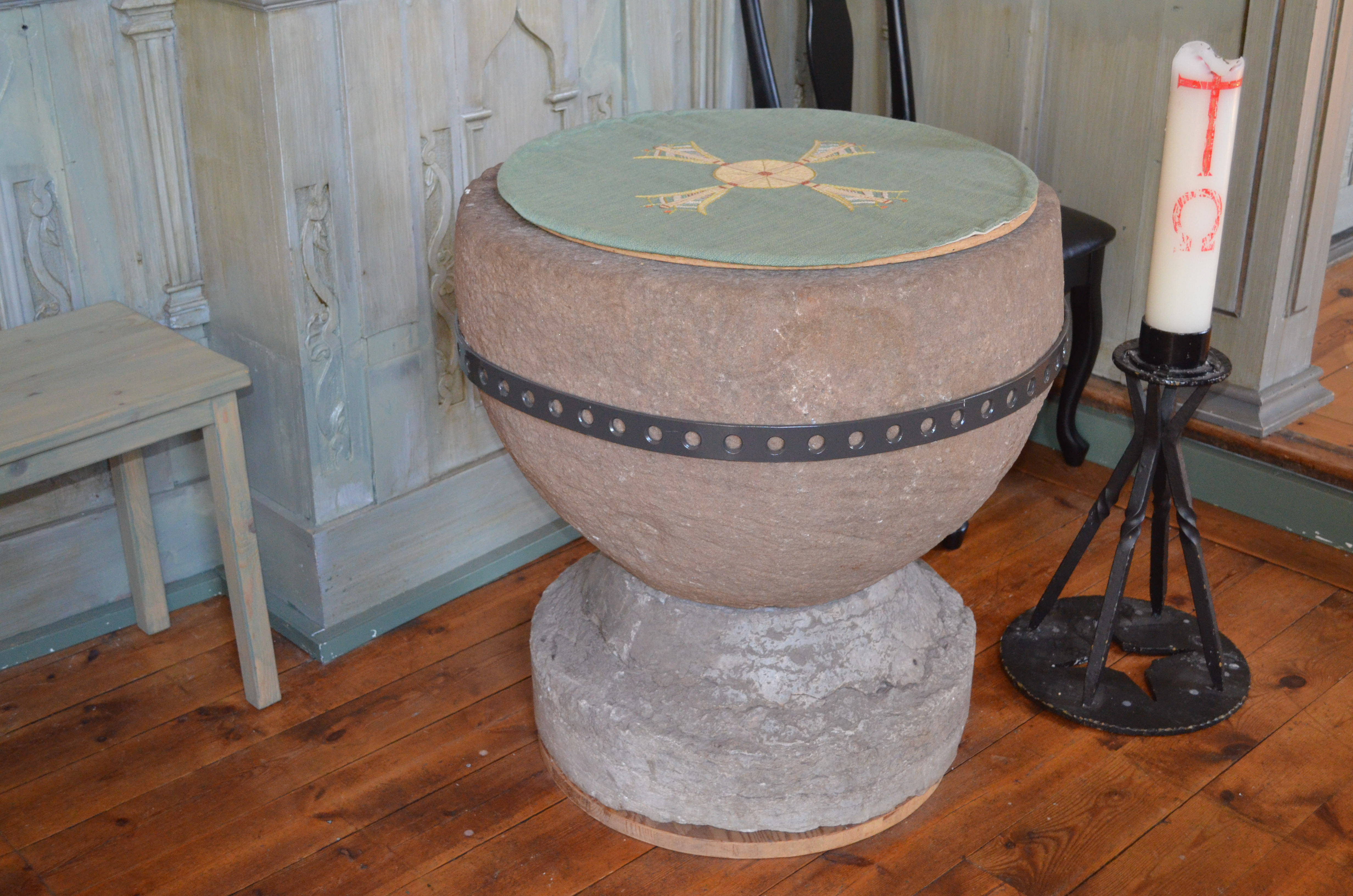
Edsbro kyrkas dopfunt

### Webbkällor
- Upplandia.se - En site om Uppland
- Söderby-Karls pastorat
- Stockholms läns museum